# Verbandsgemeinde Unkel

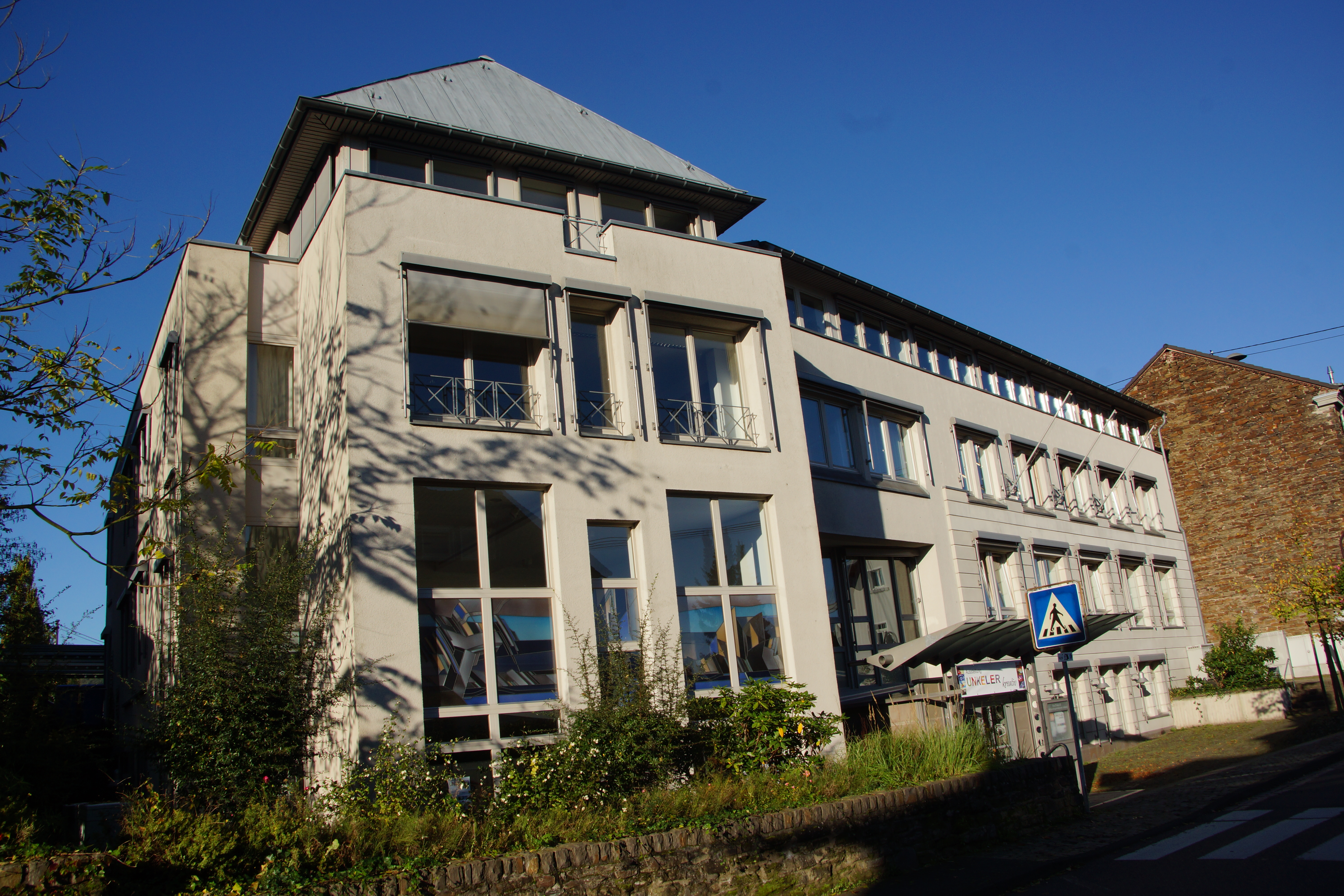
Verbandsgemeindeverwaltung Unkel

Die Verbandsgemeinde Unkel ist eine Gebietskörperschaft im Landkreis Neuwied in Rheinland-Pfalz. Der Verbandsgemeinde gehören die Stadt Unkel sowie drei weitere Ortsgemeinden an, der Verwaltungssitz ist in der namensgebenden Stadt Unkel.

## Lage
Das Verwaltungsgebiet der Verbandsgemeinde liegt rechts des Rheins, direkt an der Grenze zu Nordrhein-Westfalen. Es erstreckt sich vom Ufer des Mittelrheins im Westen bis zu den Ausläufern des Westerwalds im Osten und hat Anteil am Naturpark Rhein-Westerwald. Im Norden grenzt sie an die nordrhein-westfälische Stadt Bad Honnef, im Osten und Süden an die Verbandsgemeinden Asbach und Linz am Rhein sowie im Westen an die linksrheinische verbandsfreie Stadt Remagen. Die Verbandsgemeinde wird in Nord-Süd-Richtung von der Bundesstraße 42 und der rechten Rheinstrecke durchquert, die weitgehend parallel zueinander im Rheintal verlaufen.

## Verbandsangehörige Gemeinden
| Ortsgemeinde, Stadt    | Fläche (km²) | Einwohner |
| ---------------------- | ------------ | --------- |
| Bruchhausen            | 2,58         | 956       |
| Erpel                  | 9,21         | 2.530     |
| Rheinbreitbach         | 6,58         | 4.538     |
| Unkel, Stadt           | 8,16         | 5.041     |
| Verbandsgemeinde Unkel | 26,53        | 13.065    |

(Einwohner am 31. Dezember 2023)

## Geschichte
Die Verbandsgemeinde Unkel entstand am 1. Oktober 1968 im Zuge der rheinland-pfälzischen Funktional- und Gebietsreform aus der gebietsmäßig deckungsgleichen und seit 1816 bestehenden Bürgermeisterei Unkel (seit 1927 „Amt Unkel“). Das derzeitige Verwaltungsgebäude der Verbandsgemeinde an der Linzer Straße wurde von Ende 1992 bis Frühjahr 1994 für etwa 7,5 Millionen D-Mark erbaut. Im Rahmen einer 2010 vom Land Rheinland-Pfalz verabschiedeten Gebietsreform wurden die Verbandsgemeinden Linz am Rhein und Bad Hönningen aufgefordert, aufgrund ihrer Einwohnerzahlen (in der VG Bad Hönnigen weniger als 12.000 Einwohner) zu fusionieren, die Verbandsgemeinde Unkel gab daraufhin bekannt, ebenfalls an einer Fusion mit der avisierten VG Linz-Bad Hönningen interessiert zu sein. Eine freiwillige Fusion scheiterte 2019 aber an der mehrheitlich ablehnenden Haltung der Verbandsgemeinde Linz. Da vorrangig freiwillige Gebietsänderungen erfolgen sollen, werden nun zunächst einvernehmliche Lösungen zur strukturellen Optimierung der Region gesucht.

## Bevölkerungsentwicklung
Die Entwicklung der Einwohnerzahl bezogen auf das heutige Gebiet der Verbandsgemeinde Unkel; die Werte von 1871 bis 1987 beruhen auf Volkszählungen:
| Jahr | Einwohner |
| 1815 | 3.081     |
| 1835 | 3.765     |
| 1871 | 4.123     |
| 1905 | 4.201     |
| 1939 | 5.418     |
| 1950 | 6.492     |

| Jahr | Einwohner |
| 1961 | 7.492     |
| 1970 | 8.775     |
| 1987 | 11.091    |
| 1997 | 12.850    |
| 2005 | 13.151    |
| 2023 | 13.065    |

## Politik

### Verbandsgemeinderat
Der Verbandsgemeinderat Unkel besteht aus 28 ehrenamtlichen Ratsmitgliedern, die bei der Kommunalwahl am 9. Juni 2024 in einer personalisierten Verhältniswahl gewählt wurden, und dem hauptamtlichen Bürgermeister als Vorsitzendem.
Die Sitzverteilung im Verbandsgemeinderat:
| Wahl | SPD | CDU | Grüne | AfD | FDP | Linke | FWG | UWG | DVOE | Gesamt   |
| ---- | --- | --- | ----- | --- | --- | ----- | --- | --- | ---- | -------- |
| 2024 | 6   | 12  | 4     | –   | –   | –     | 3   | 2   | 1    | 28 Sitze |
| 2019 | 7   | 12  | 6     | –   | –   | –     | –   | 3   | –    | 28 Sitze |
| 2014 | 8   | 12  | 3     | 1   | 1   | –     | 1   | 2   | –    | 28 Sitze |
| 2009 | 9   | 12  | 2     | –   | 2   | 1     | 2   | –   | –    | 28 Sitze |
| 2004 | 9   | 15  | 1     | –   | 2   | –     | 1   | –   | –    | 28 Sitze |

- FWG = Freie Wählergruppe Unkel e. V.
- UWG = Unabhängige Wählergemeinschaft rheinbreitbach.de e. V.
- DVOE = Demokratie vor Ort Erpel e. V.

### Bürgermeister
Karsten Fehr (parteilos) wurde am 1. April 2012 Bürgermeister der Verbandsgemeinde Unkel. Bei der Direktwahl am 24. November 2019 wurde er mit einem Stimmenanteil von 70,2 % für weitere acht Jahre in seinem Amt bestätigt. Fehrs Vorgänger als Bürgermeister war Werner Zimmermann (CDU).

### Wappen
Die Blasonierung lautet: „Unter silbernem Schildhaupt, darin ein grüner Schrägwellenbalken, gespalten von Rot und Gold. Vorn zwei schräggestellte goldene Schlüssel mit abgewendeten Bärten, bewinkelt von vier silbernen Sechsecken; hinten eine rote Weintraube mit zwei grünen Blättern.“
Der Wellenbalken weist auf die Lage am Rhein hin. Im Wappen von Rheinbreitbach wird ebenfalls ein Wellenbalken abgebildet. Die Petrusschlüssel und die Sechskantsteine sind dem Wappen der Stadt Unkel entnommen. Im Wappen von Erpel werden ebenfalls die Petrusschlüssel abgebildet. Die rote Traube symbolisiert den Weinanbau im Verbandsgemeindegebiet, insbesondere den Unkeler Rotwein. Im Wappen von Bruchhausen ist ebenfalls eine Weintraube abgebildet. Rechtsgültig seit 21. September 1949.